# Campeonato Italiano de Rugby 1974-75
El Campeonato de Rugby de Italia de 1974-75 fue la cuadragésimo quinta edición de la primera división del rugby de Italia.

## Sistema de disputa
Los equipos se enfrentaron en condición de local y de visitante a cada uno de sus rivales.
El equipo que al finalizar el torneo se encuentre en la primera posición se declara automáticamente como campeón.
Mientras que los dos últimos equipos descenderán directamente a la segunda división.

## Desarrollo
- Tabla de posiciones:[1]

| Pos. | Equipo             | Encuentros | Encuentros | Encuentros | Encuentros | Tantos | Tantos | Tantos | Puntos |
| Pos. | Equipo             | PJ         | PG         | PE         | PP         | F      | C      | Dif    | Puntos |
| ---- | ------------------ | ---------- | ---------- | ---------- | ---------- | ------ | ------ | ------ | ------ |
| 1.º  | Rugby Brescia      | 22         | 16         | 3          | 3          | 350    | 147    | +203   | 35     |
| 2.º  | L'Aquila Rugby     | 22         | 16         | 2          | 4          | 382    | 151    | +231   | 34     |
| 3.º  | Rugby Roma Olimpic | 22         | 14         | 1          | 7          | 453    | 252    | +201   | 29     |
| 4.º  | Petrarca Padova    | 22         | 13         | 3          | 6          | 324    | 145    | +179   | 29     |
| 5.º  | Rugby Rovigo       | 22         | 13         | 3          | 6          | 366    | 202    | +164   | 29     |
| 6.º  | Rugby Parma        | 22         | 10         | 1          | 11         | 272    | 212    | +60    | 21     |
| 7.º  | Fiamme Oro         | 22         | 10         | 1          | 11         | 338    | 290    | +48    | 21     |
| 8.º  | Frascati Rugby     | 22         | 10         | 1          | 11         | 261    | 247    | +14    | 21     |
| 9.º  | Treviso            | 22         | 9          | 1          | 12         | 266    | 319    | -53    | 19     |
| 10.º | Amatori Catania    | 22         | 8          | 0          | 14         | 148    | 394    | -246   | 16     |
| 11.º | CUS Roma           | 22         | 5          | 0          | 17         | 220    | 409    | -189   | 10     |
| 12.º | CUS Firenze        | 22         | 0          | 0          | 22         | 104    | 716    | -612   | 0      |

|  | Campeón.                 |
|  | Descendido a la Serie B. |

| Bandera de Italia     |
| Campeón Rugby Brescia |
| Primer título         |